# سیتی یونیون بنک
سیتی یونیون بنک (انگلیسی: City Union Bank) شرکت خدمات مالی و بانکداری هندی است، که در سال ۱۹۰۴ تأسیس شد.